# Attacus (geslacht)
Attacus is een geslacht van vlinders uit de familie van de nachtpauwogen (Saturniidae). De wetenschappelijke naam van het geslacht werd in 1767 door Carl Linnaeus gepubliceerd als naam voor een ondergeslacht van Phalaena. In 1819 waardeerde Jacob Hübner het ondergeslacht op tot zelfstandig geslacht. De typesoort van het geslacht is Phalaena atlas Linnaeus, 1758.
De soorten van dit geslacht komen voor in het Oriëntaals gebied en het Australaziatisch gebied. De vleugelspanwijdte kan oplopen tot wel 25 centimeter, hoewel het lichaam zelf relatief klein is.

## Soorten
- Attacus atlas (Linnaeus, 1758) – Atlasvlinder
  - = Attacus erebus Fruhstorfer, 1904
  - = Attacus taprobanis Moore, 1882
- Attacus aurantiacus Rothschild, 1895
- Attacus caesar Maassen, 1873
- Attacus crameri C. Felder, 1861
  - = Attacus lorquinii C. & R. Felder, 1861
- Attacus dohertyi Rothschild, 1895
- Attacus inopinatus Jurriaanse & Lindemans, 1920
- Attacus intermedius Jurriaanse & Lindemans, 1920
- Attacus lemairei Peigler, 1985
- Attacus mcmulleni Watson, 1914
- Attacus paraliae Peigler, 1985
- Attacus paukstadtorum Ronald Brechlin, 2010
- Attacus selayarensis Naumann & Peigler, 2012
- Attacus suparmani U. & L. Paukstadt, 2002
- Attacus wardi Rothschild, 1910

### Niet meer in dit geslacht
- Attacus edwardsii White, 1859 = Archaeoattacus edwardsii
- Attacus jacobaeae Walker, 1855 = Rothschildia jacobaeae
- Attacus speculifer Walker, 1855 = Rothschildia speculifer
- Attacus staudingeri Rothschild, 1895 = Archaeoattacus staudingeri